# Bosch Solar Energy

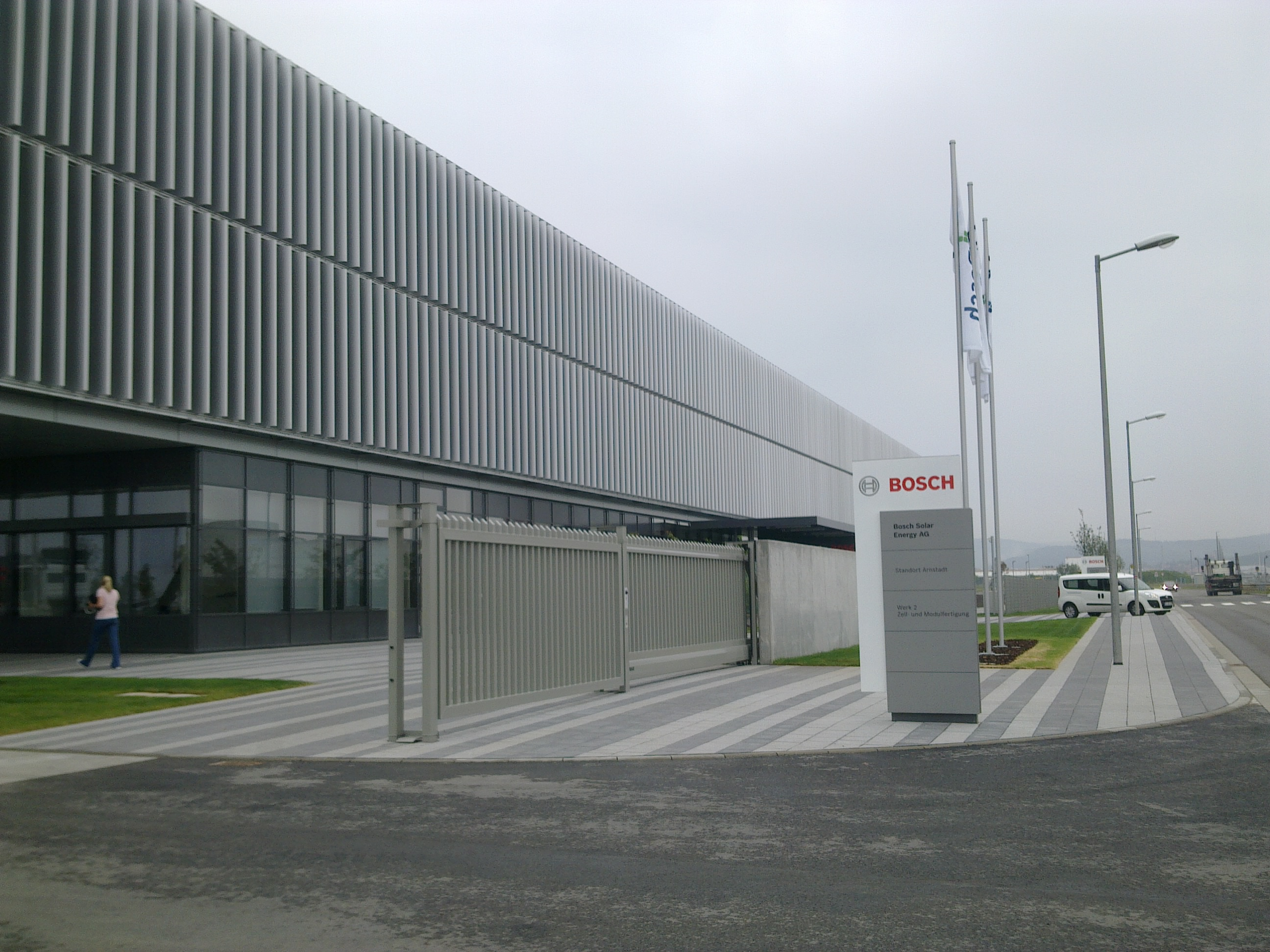
les locaux administratifs de l'entreprise à Erfurt

Bosch Solar Energy est une entreprise allemande qui faisait partie de l'indice TecDAX.

## Historique
L'entreprise a été créée le 12 mars 1997 sous le nom ErSol Solar Energy Aktiengesellschaft et fabriquait des panneaux solaires en silicium de format 100 × 100 mm. Les actions étaient cotées dans l’indice ÖkoDAX.
Elle s'est développée en Europe avec une implantation à Vénissieux près de Lyon.